# Podophylline

Structure de la podophyllotoxine.

La podophylline est une résine poudreuse obtenue en précipitant une alcoolature du rhizome de podophylle pelté (Podophyllum peltatum) ou de Podophyllum hexandrum (en) avec une solution aqueuse d'acide chlorhydrique. Sa couleur varie du grisâtre au jaune clair ou au brun-vert, la première correspondant à la substance la plus pure. Elle a longtemps été utilisée contre les verrues génitales causées par le  virus du papillome humain (HPV) car elle contient des lignanes actifs contre les verrues, mais la podophyllotoxine, forme purifiée de la substance active de la podophylline, est aujourd'hui recommandée plutôt que cette dernière en raison de sa plus meilleure efficacité et de sa plus grande innocuité.
Cette poudre est soluble dans l'alcool et les solutions d'alcalis tels que l'ammoniaque NH4OH. Sa composition est assez complexe et contient probablement au moins deux résines différentes dont l'une seulement est soluble dans l'éther diéthylique CH3CH2–O–CH2CH3 et qui contiennent toutes les deux de la podophyllotoxine. Cette dernière est soluble dans l'éthanol CH3CH2OH, l'éther diéthylique, le chloroforme CHCl3 et l'eau bouillante.
À dose toxique, la podophylline provoque de violentes entérites avec tous ses symptômes caractéristiques ainsi qu'une dépression majeure qui peuvent être fatales. Le traitement est symptomatique car il n'y a pas d'antidote.
La podophylline peut être absorbée par l'organisme même lorsqu'elle est simplement appliquée sur la peau dans le cadre d'une traitement topique, et des réactions fatales ou quasi-fatales ont été signalées, notamment lorsqu'elle est utilisée sur des surfaces importantes ou sur des muqueuses.
La podophylline et la podophyllotoxine ne doivent pas être utilisées pendant la grossesse, car elles sont dangereuses pour le fœtus, ni pendant l'allaitement, car elles sont nocives pour le nouveau-né et le nourrisson. Les autres contre-indications sont notamment le diabète sucré, les problèmes circulatoires et un traitement simultané aux corticoïdes. Elles ne doivent pas non plus être utilisées pour traiter une verrue d'apparence atypique (saignements, poils) ou un nævus mélanocytaire.
Les effets secondaires les plus courants sont les réactions cutanées, notamment les sensations de brûlure, les rougeurs, les douleurs, les démangeaisons et la tuméfaction. Certains flavonoïdes de la podophylline pourraient par ailleurs être mutagènes.
Elle fait partie de la liste des médicaments essentiels de l'Organisation mondiale de la santé (liste mise à jour en avril 2013).